# Kara DioGuardi
Kara Elizabeth DioGuardi (Ossining, 9 dicembre 1970) è una produttrice discografica statunitense.
Ha contribuito a lanciare una grande lista di giovani cantanti emergenti scrivendo e co-producendo per loro o con loro canzoni di grande successo.

## Biografia
Kara, di origini italo-albanesi (arbëreshë) è figlia del politico Joseph J. DioGuardi. Crebbe a New Rochelle, New York. Completati gli studi di scienze politiche alla Duke University, lavorò per la Billboard. Cimentatasi poi in una band che però non arrivò al successo, fu poi molto ricercata come cantautrice, produttrice o co-produttrice di molte canzoni di successo.
La maggior parte delle sue canzoni sono state registrate e interpretate da giovani cantanti donne americane quali Anastacia, Christina Aguilera, Gwen Stefani, Kelly Clarkson, Diana DeGarmo, Avril Lavigne, Demi Lovato, Ashlee Simpson, Ashley Tisdale, Britney Spears, Hilary Duff, Jessica Simpson, Mýa Harrison, Pussycat Dolls, Katharine McPhee, Pink (cantante), Lindsay Lohan, Paris Hilton; e da giovani cantanti donne australiane quali Kylie Minogue, Natalie Imbruglia, Delta Goodrem, The Veronicas. Ma ha avuto successo anche con i maggiori artisti di musica latina quali Laura Pausini, Enrique Iglesias, Marc Anthony, Thalía, Ricky Martin e Carlos Santana.